# Колесников Семен Гаврилович
Семен Гаврилович Колесников (рос. Семён Гаврилович Колесников; 23 травня 1909, Новомосковськ — 1 лютого 1945) — радянський офіцер, Герой Радянського Союзу, в роки німецько-радянської війни командир 32-ї танкової бригади 29-го танкового корпусу 5-ї гвардійської танкової армії 2-го Білоруського фронту, гвардії підполковник.

## Біографія
Народився 23 травня 1909 року в місті Новомосковську (тепер Дніпропетровської області) в сім'ї робітника. Росіянин. Член ВКП(б) з 1930 року. Закінчив середню школу і два курси Ленінградського електромеханічного інституту.
У 1931 році призваний до лав Червоної Армії. У 1932 році закінчив Орловську бронетанкову школу. Командував взводом, батальйоном, бригадою. У 1941 році закінчив Військову академію механізації і моторизації.
У боях німецько-радянської війни з жовтня 1941 року. Воював на Західному, 3-му Білоруському і 2-му Білоруському фронтах. У 1944 році закінчив курси удосконалення командного складу.
Відзначився в період наступальних боїв 17—31 січня 1945 року. Перебуваючи в бойових порядках бригади, вміло керував розгромом угруповання противника, що обороняла підступи до Східної Пруссії. Особливо успішні бої були за Дойліш-Айлау, де 32-а танкова бригада вночі несподівано вийшла із заходу в тил ворога і, з ходу увірвавшись в Дойліш-Айлау, розгромила ворожу 114-ту механізовану дивізію. Було захоплено багато полонених і трофеїв. Стрімко просуваючись на захід нічними маршами, бригада вийшла значно західніше міста Ельбінг (Ельблонг, Польща) і відрізала ворогові шляхи відходу. Більше трьох діб йшли важкі бої. За ці дні 32-ю танковою бригадою, під командуванням гвардії підполковника С. Г. Колесникова, було знищено десять танків, тридцять шість гармат, три літаки, дев'ять складів, вісім ешелонів, 1 200 автомашин та багато живої сили ворога, захоплено п'ять справних танків, вісім гармат, 700 автомашин, 300 осіб взято в полон.

Могила Семена Колесникова

1 лютого 1945 року загинув від вибуху снаряду. Указом Президії Верховної Ради СРСР від 10 квітня 1945 року за керівництво розгромом 114-ї механізованої дивізії ворога, захоплення великого вузла доріг, забезпечення ціною власного життя виконання завдань фронту і проявлені при цьому мужність і героїзм гвардії підполковнику Семену Гавриловичу Колесникову посмертно присвоєно звання Героя Радянського Союзу.
Був похований на військовому кладовищі в Мінську. Пізніше останки Героя було перепоховано в Києві на Міському кладовищі «Берківці».

## Нагороди
Нагороджений орденом Леніна, орденом Червоного Прапора, орденом Олександра Невського, орденом Червоної Зірки, медалями.